# Onthophagus glasunovi
Onthophagus glasunovi là một loài bọ cánh cứng trong họ Bọ hung (Scarabaeidae).